# 杉山セリナ
杉山 セリナ（すぎやま せりな、1997年9月24日 -  ）は、アミューズに所属していたタレント、キャスター。本名：杉山 芹奈（読み方同じ）。現在、上智大学外国語学部英語学科に在学中。

## 来歴
父親がメキシコ人、母親が日本人で、幼稚園の年長から小学校5年生あたりまでメキシコで生活。「世界で最も危険な殺人の首都」の異名を取る国境都市フアレスから南南東に800キロあまり下ったトレオンに住んでいた
。
2016年2月21日、フジテレビ『ワイドナショー』でテレビ初出演。
2016年4月、上智大学外国語学部英語学科に入学。
2016年、WOWOWが中継する「UEFA EURO 2016 サッカー欧州選手権」をPRする「WOWOWユーロガール」に選ばれ、次いでスペイン・サッカーリーグ「リーガ・エスパニョーラ」2016－17シーズンのキャンペーンキャラクター「2016－17 WOWOWリーガール」に就任。
2017年4月7日から日本テレビ系報道番組『NEWS ZERO』で、番組史上最年少となる19歳でキャスターを務める（金曜日のカルチャーコーナー、お天気コーナーを担当）。
2018年11月末に、アミューズの公式サイトからプロフィールが削除された。

## 人物
- 特技は英語、スペイン語、剣道2段。
- 趣味は音楽鑑賞、映画鑑賞、散歩。
- 好きな食べ物はメキシコ料理。

## 主な出演

### テレビ番組

#### 過去の出演番組
- NEWS ZERO（日本テレビ系、2017年4月7日 - 2018年9月29日[注 2]） - 金曜版のカルチャーコーナー、お天気コーナーを担当[7]
- ワイドナショー（フジテレビ系、2016年2月21日）
- UEFA EURO 2016（WOWOW） - EUROガール
- 町山智浩のアメリカの“いま”を知るTV（BS朝日、2017年2月1日）
- 人生が変わる1分間の深イイ話（日本テレビ系、2018年5月22日）
- リーガダイジェスト!（WOWOW、2016年8月22日 -2017年5月） 2016 - 2017リーガール[6]
- ZIP!（日本テレビ系、2016年4月 - 2018年3月、不定期出演
- CNNサタデーナイト（BS朝日、2016年4月 - 2018年3月） - メインキャスター

### ラジオ
- AVALON（J-WAVE、2016年4月 - 2017年3月） - 水曜日秘書（アシスタント）

### WEB配信番組
- ペナルティ・ヒデのリーガダイジェストＥＸ　～ファンと一緒に延長戦～（WOWOWメンバーズオンデマンド、2016年8月 - 2017年5月）